# Roeselia flavibasis
Roeselia flavibasis är en fjärilsart som beskrevs av George Francis Hampson 1900. Roeselia flavibasis ingår i släktet Roeselia och familjen trågspinnare. Inga underarter finns listade.